# Carley Iron Works
Carley Iron Works war ein US-amerikanischer Hersteller von Automobilen.

## Unternehmensgeschichte
Die Brüder Carley leiteten das Unternehmen in Colfax im US-Bundesstaat Washington. Eine Quelle nennt die Namen Myron und William Carley. Sie beschäftigten sich mit Eisenwaren. Zwischen 1900 und 1902 stellten sie außerdem Automobile her, die als Carley vermarktet wurden. Insgesamt entstanden nur wenige Fahrzeuge.
1913 übernahmen Orville Chase und C. S. Mitchell das Unternehmen.

## Fahrzeuge
Der Prototyp erschien am 4. Juli 1900 auf den Straßen. Der Motor leistete 2,5 PS. Das Fahrzeug wog rund 250 kg. Die Höchstgeschwindigkeit war mit etwa 19 km/h angegeben. Die offene Karosserie bot Platz für vier Personen. Dieses Fahrzeug war 1913 noch fahrbereit, während des Zweiten Weltkriegs schrottreif, wurde restauriert und 1977 öffentlich präsentiert. Später fing es Feuer. Die Überreste existieren noch.
Zu den Serienfahrzeugen sind keine Daten bekannt.